# Annona muricata

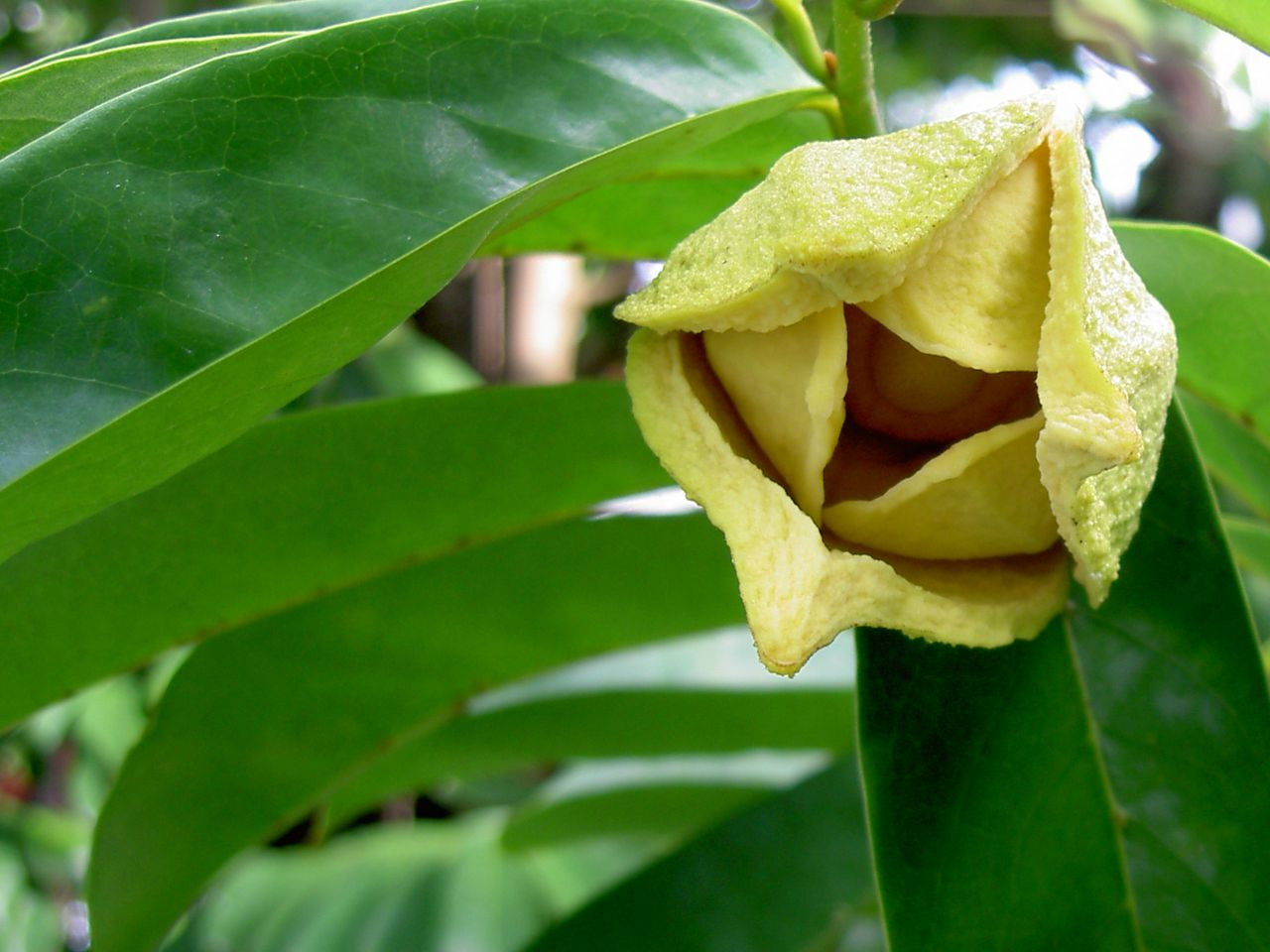
Flor

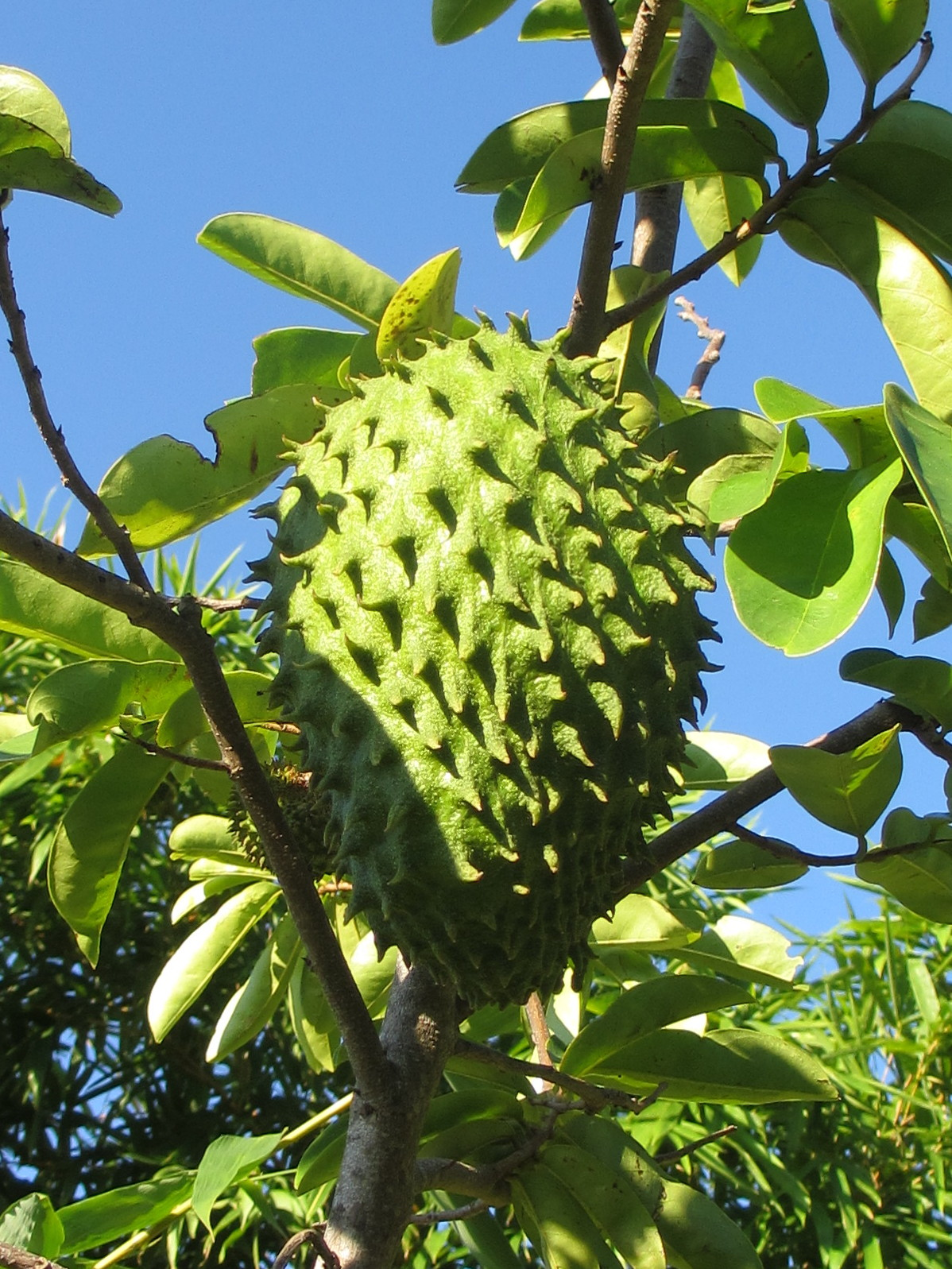
Fruto in situ

La guanábana (nombre de origen taíno), guanábano o graviola (Annona muricata) es un árbol de la familia Annonaceae. Originario de Centro y Sudamérica, se cultiva por sus frutos comestibles en muchos países de clima tropical.

## Etimología
Annona muricata fue descrita por Carlos Linneo y publicado en Species Plantarum en 1753.
Annona: proviene de annon, nombre en taíno del árbol.
muricata: palabra latina que significa «erizada», por el aspecto de la piel del fruto.

## Descripción
Árbol pequeño, de 3-8 m de altura y ramificado desde la base, despide mal olor cuando se le tritura. Las ramas son de color rojizo y sin vello, cilíndricas, arrugadas, ásperas y con numerosas lenticelas. La copa crece extendida, con follaje compacto. Las hojas son simples, oblongo-elípticas a oblongo-obovadas enteras, duras, lisas, de color verde oscuro y 5-15 cm de longitud. 
Las inflorescencias, con solo 1 o 2 flores, son axilares, pero también pueden estar implantadas en cualquier parte del tronco o de las ramas. Las flores son las más grandes en su género, tienen un aroma penetrante y crecen sobre las ramas o tronco, son solitarias a lo largo del tallo, sépalos 3, ovados, menos de 5 mm de largo, pétalos 6, los 3 exteriores son ovados, libres, gruesos, de 2 a 3 cm de largo, los 3 interiores, delgados y pequeños. Los 3 sépalos, ovado-elípticos a ovado-triangulares, miden 3–5 mm. Los 6 pétalos son verdes y luego amarillentos, los 3 exteriores gruesos, ampliamente triangulares, de 2,5–5 por 2–4 cm, con el interior finamente pubescente y el ápice agudo a obtuso mientras los 3 internos son ovado-elípticos, de 2–4 por 1,5–3,5 cm, algo delgado, imbricados, pubescentes y con ápice obtuso. Los numerosos estambres, de 4–5 mm, tienen los filamentos carnosos y el conectivo apical dilatado. Los abundantes carpelos, de unos 5 mm, son pubescentes. Presenta protoginia, es decir, las estructuras femeninas maduran antes que las masculinas; existe un período de 36 a 48 días el cual se encuentran maduras ambas estructuras sexuales.
La guanábana es en realidad un sincarpo, un agregado de frutos soldados, puede tener alrededor de 170 semillas, cada una corresponde a un fruto individual. El conjunto es el más grande de entre las anonáceas, mide de 14 a 40 cm de largo y 10 a 12 cm de diámetro, y pesa en promedio 2,9 kg, de los cuales 75,6 % corresponden a la pulpa, el 4,8 % es semilla, 12,7 % corresponde a la cáscara y el 6,9 % al raquis. La cáscara es delgada, dura y verde oscura brillante, recubierta de espinas blandas volteadas hacia el ápice. La pulpa es blanca, relativamente fibrosa y muy aromática. Son dulces, 17,2 grados Brix. 
Las semillas son obovoides y aplanadas, de 15 a 20 mm de largo con testa oscura y brillante.

## Distribución, origen y hábitat
No se conoce con certeza su lugar de origen pero se considera nativa de Sudamérica. Se encuentra por toda América tropical y el Caribe. Se distribuye en las tierras bajas del trópico, a una altitud de 0 a 1.150 m s. n. m. Extensamente sembrada y naturalizada en los trópicos de América y de África Occidental. Se extiende desde México hasta Brasil y las Antillas, excepto en las Bahamas. En Costa Rica se encuentra ampliamente cultivado y tal vez naturalizado en algunas localidades, principalmente en elevaciones bajas (0-700 m) con climas húmedos y calientes.
Las primeras crónicas la nombran en Puerto Rico, República Dominicana, Cuba y la zona del Caribe en general. Sin embargo, muchos autores sitúan su origen en Colombia, siendo este país el que posee un mayor número de variedades. Se cultiva hoy en día también en zonas de África como Guinea Ecuatorial. Introducido y cultivado también en muchos países tropicales y subtropicales, incluido China, Australia y Polinesia.

### Hábitat
Es una especie primaria. Se puede encontrar en el bosque tropical caducifolio y subcaducifolio, bosque tropical perennifolio y subperennifolio. Prospera mejor en climas cálidos y húmedos. Crece en suelos de textura media, no calizos, con buen drenaje, arenoso, limoso y arcilloso. Se desarrolla en un pH ligeramente ácido de 5,5 a 6,5. Requiere precipitaciones de 1000 mm y tolera los 4000 mm anuales, estación seca de 2-4 meses, altitud de 0 a 1150 m s. n. m., una temperatura media de 25 °C. No tolera heladas y requiere temperaturas nocturnas mayores a 12 °C. No tolera el mal drenaje, el exceso de sombra produce elongación y trastornos en el desarrollo, en comparación con las otras especies de Anonas, Annona muricata, es una especie más cosmopolita, debido a que presenta un rango más amplio de adaptabilidad edáfica. La planta es muy sensible a los vientos.

## Estado de conservación

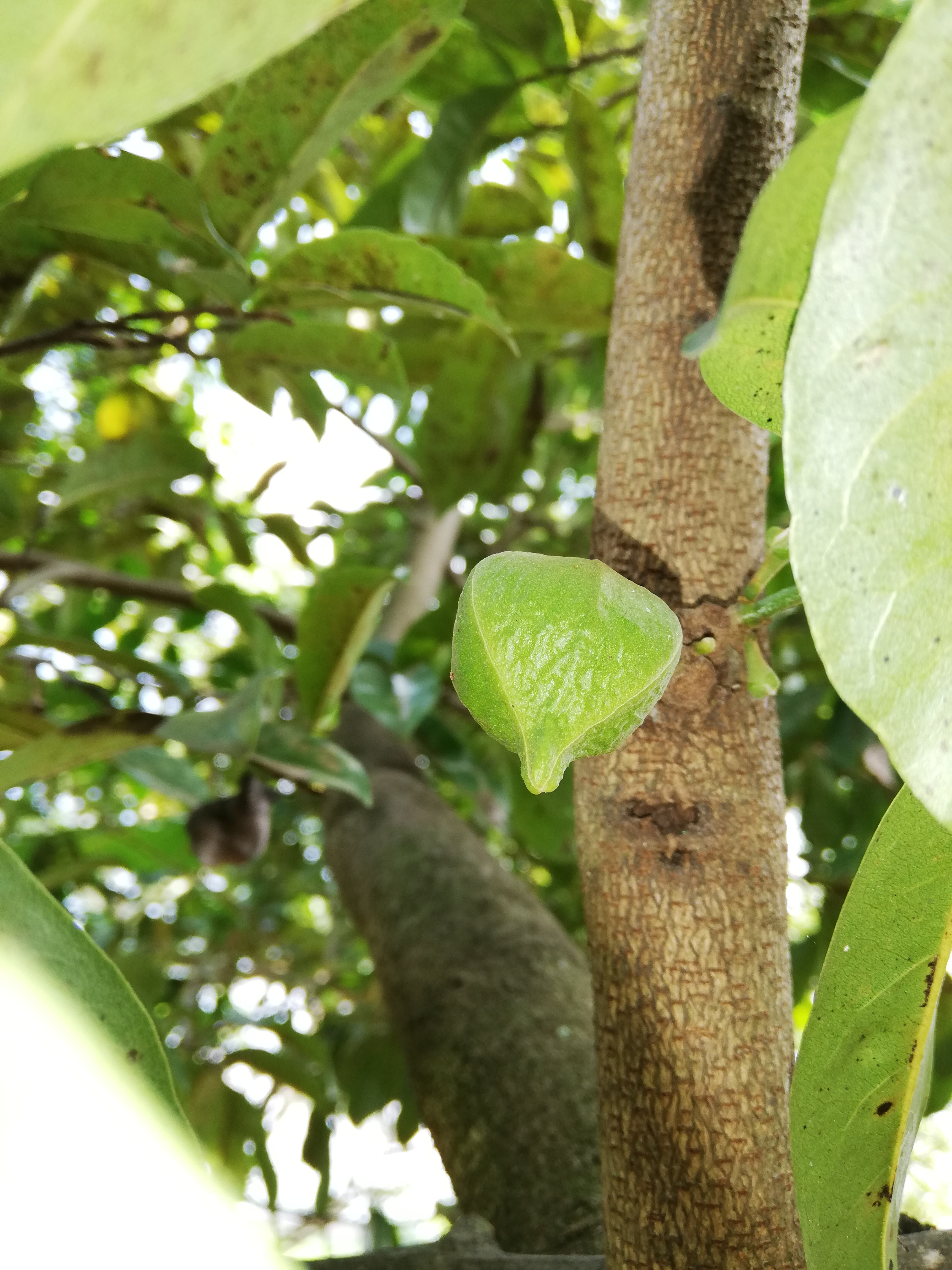
Yema de la flor

Una de las especies que han alcanzado mayor desarrollo comercial es la guanábana. Sin embargo, no se siembran grandes extensiones y normalmente se encuentra en huertos caseros. Es utilizado para proporcionar sombra a cultivos como el café en Nicaragua y Costa Rica. Al ser un árbol pequeño y que produce pronto, puede plantarse en medio de otros árboles como mango o aguacate.
El cultivo de estas especies de anonnáceas presenta grandes perspectivas en México, por una parte para emplearse en los programas de mejoramiento genético, en el uso como portainjertos o bien como cultivos alternativos, ya que poseen un excelente aroma y sabor al paladar. En general, el cultivo de las Annonaceae no se ha formalizado agronómica y económicamente en México. No es una especie que se ubique en alguna categoría de la norma 059 de la Secretaría del Medio Ambiente y Recursos Naturales (SEMARNAT) de México.

## Propiedades
Tanto al fruto, como a las hojas de A. muricata se les atribuyen propiedades medicinales. La más difundida es que cura el cáncer pero no especifica qué tipo de tumor canceroso. No existe ningún indicio que permita sostener esa efectividad, ni con la planta sin procesar, ni con alguno de sus principios activos aislados o sus combinaciones.
Existen algunos estudios in vitro sobre una sustancia aislada de varias plantas de la familia anonáceas, la anonacina, que han mostrado su capacidad para inducir apoptosis mediada por citotoxicidad en cultivos de líneas celulares de adenocarcinoma gástrico y pulmonar, concretamente los tipos C678 y H460.

### Toxicidad
Hay estudios que sugieren que algunas formas atípicas de la enfermedad de Parkinson podrían estar desencadenadas por su consumo, ya que al ser la anonacina una neurotoxina, puede causar lesiones en el tejido nervioso y abocar a enfermedades neurodegenerativas.
En 2008, la Agence Française de Sécurité Sanitaire des Aliments publicó un informe tras ser preguntada sobre la toxicidad de las semillas. Aunque no pudo concluir una relación obvia entre la anonacina y la prevalencia de enfermedades neurodegenerativas en la población en estudio, recomendó prudencia mientras no se estableciese su seguridad con investigaciones adicionales.

## Nombres comunes
- Guanabana (Caribe)
- Guanábana (Bolivia, Colombia, Costa Rica, Cuba, Chile, Ecuador, El Salvador,[23] Honduras, México, Nicaragua, Panamá, Perú, Puerto Rico, República Dominicana, Venezuela)
- Guanaba (Guatemala, El Salvador)[23]
- Guanabana (El Salvador)[23]
- Guanabana de azucarón (El Salvador),[23] guanabana (Antillas) o yaca de la India.[24]
- Guayabano (Filipinas)
- Corazón de India (Paraguay)
- Guanabana (Guinea Ecuatorial)[25]
- Graviola (Argentina, Brasil, Uruguay)
- Sinini (Bolivia)